# Новокаменка (Херсонская область)
Новокаменка (укр. Новокам'янка) — село в Таврийской городской общине Каховского района Херсонской области Украины.
Население по переписи 2001 года составляло 627 человек. Почтовый индекс — 74836. Телефонный код — 5536. Код КОАТУУ — 6523583601.

## Местный совет
74836, Херсонская обл., Каховский р-н, с. Новокаменка, ул. Каховская, 11